# Campionato mondiale militare di scherma 1970
Il Campionato mondiale militare di scherma del 1970 ("1970 World Military Fencing Championships") è stato organizzato dalla Federazione internazionale della scherma e si è svolto a Grosseto in Italia dal 11 al 17 giugno.
Nel fioretto, si è aggiudicato il titolo di campione mondiale militare il francese Hugues Leseur, che ha battuto in finale il danese Ivan Kemnitz.
Nella spada l'austriaco Hubert Polzhuber ha battuto in finale l'italiano Gianni Muzio, ottenendo il titolo mondiale militare maschile.
Nella sciabola l'italiano Mario Aldo Montano prevale sul belga Marcel Minnen.
Nel campionato mondiale militare a squadre maschili, la nazionale italiana ha prevalso nella finale del fioretto contro la Francia, mentre la nazionale austriaca ha vinto nella spada contro la formazione italiana, ed infine la nazionale italiana ha avuto la meglio sulla compagine belga nella sciabola.

## Podi

### Uomini
| Specialità  | Oro                                              | Argento                 | Bronzo                   |
| Individuali |                                                  |                         |                          |
| Fioretto    | Hugues Leseur                                    | Ivan Kemnitz            | Aldo Bergonzelli         |
| Spada       | Hubert Polzhuber                                 | Gianni Muzio            | Ivan Kemnitz             |
| Sciabola    | Mario Aldo Montano                               | Marcel Minnen           | Mario Tullio Montano     |
| A squadre   |                                                  |                         |                          |
| Fioretto    | Italia Aldo Bergonzelli -                        | Francia Hugues Leseur - | Danimarca Ivan Kemnitz - |
| Spada       | Austria Hubert Polzhuber -                       | Italia Gianni Muzio -   | Svizzera -               |
| Sciabola    | Italia Mario Aldo Montano Mario Tullio Montano - | Belgio Marcel Minnen -  | Paesi Bassi -            |

## Medagliere
| Pos.   | Nazione     | Oro | Argento | Bronzo | Totale |
| ------ | ----------- | --- | ------- | ------ | ------ |
| 1      | Italia      | 3   | 2       | 2      | 7      |
| 2      | Austria     | 2   | 0       | 0      | 2      |
| 3      | Francia     | 1   | 1       | 0      | 2      |
| 4      | Belgio      | 0   | 2       | 0      | 2      |
| 5      | Danimarca   | 0   | 1       | 2      | 2      |
| 6      | Svizzera    | 0   | 0       | 1      | 1      |
| 6      | Paesi Bassi | 0   | 0       | 1      | 1      |
| Totale | Totale      | 6   | 6       | 6      | 18     |